# Geneva (Floride)
Geneva est une census-designated place du comté de Seminole, dans l'État de Floride, aux États-Unis,. En 2020, elle compte une population de 2 913 habitants.